# کوه تاکامیزو
کوه تاکامیزو (به زبان ژاپنی 高水山) یکی از کوه‌‌های منطقه تامای توکیو در ژاپن است. این کوه ۷۵۹ متر ارتفاع دارد. این کوه یکی از کوه‌های اوکوتاما محسوب می‌شود.